# Fuertesimalva echinata
Fuertesimalva echinata är en malvaväxtart som först beskrevs av Karel Presl, och fick sitt nu gällande namn av P.A. Fryxell. Fuertesimalva echinata ingår i släktet Fuertesimalva och familjen malvaväxter. Inga underarter finns listade i Catalogue of Life.